# Myotis attenboroughi
Myotis attenboroughi (лат.) — вид гладконосых летучих мышей из рода ночниц. Выделен в 2017 году из ранее описанного вида Myotis nigricans, по-видимому, является эндемиком острова Тобаго.

## Систематика
Вид выделен в 2017 году группой зоологов, проводившей ревизию образцов летучих мышей Карибского бассейна в музейных коллекциях. В процессе ревизии было установлено, что пойманные на острове Тобаго особи, которых ранее относили к виду Myotis nigricans, отличаются от континентальных сородичей как морфологически, так и генетически.
Новый таксон получил видовое имя в честь британского натуралиста Дэвида Аттенборо. Вид близок к кладе, включающей в себя виды M. albescens, M. nigricans, M. handleyi и M. nesopolus.

## Внешний вид
Одна из самых мелких летучих мышей Карибского бассейна. Длина переней конечности известных экземпляров от 31,4 до 33,3 мм, масса тела от 3,9 до 4,5 г. Уши средних размеров. Шелковистый мех средней длины (от 5 мм на нижней стороне тела до 6 на спине). Череп маленький относительно размеров тела (максимальная длина до 13,1 мм, ширина черепной коробки до 6,2 мм), сагиттальный гребень у большинства известных экземпляров практически отсутствует. Закруглённая затылочная часть черепа выступает за заднюю линию затылочных мыщелков. Маленькие габариты черепа и круто уходящие вниз лобные кости отличают ночниц с Тобаго от чёрных ночниц с континента (отличия от ряда видов включают также отсутствие сагиттального гребня и закруглённые кости затылка). Зубная формула, как и у большинства ночниц, 2.1.3.33.1.3.3.
Шерсть у основания чёрная, кончики на брюхе светло-палевые, на спине асфальтово-коричневые. Летательные перепонки также асфальтово-коричневые. Мягкая шерсть отличает M. attenboroughi от многих других видов ночниц.

## Распространение и охранный статус
Все идентифицированные экземпляры нового вида были пойманы на острове Тобаго, типовая локация — Шарлотвилл, приход Сент-Джон в северо-восточной части острова. Паратипы известны по ещё двум локациям. Авторы публикации 2017 года не устанавливали видовую принадлежность экземпляров с острова Тринидад, относимых к виду M. nigricans; таким образом, присутствие вида M. attenboroughi на Тринидаде не доказано. На момент описания M. attenboroughi был единственным видом млекопитающих, эндемичным для Республики Тринидад и Тобаго.
Учитывая небольшую площадь острова Тобаго (около 300 км²) и малое количество известных локаций, по которым известен новый вид, авторы публикации 2017 года предполагают, что существует реальная угроза его существованию и необходимо принятие мер по его охране.